# Sebők Klára
Sebők Klára (Szentegyházasfalva, 1941. augusztus 15.) Aase-díjas magyar színművész, filmszínész, Héjja Sándor felesége.

## Életpályája
A marosvásárhelyi Székely Népi Táncegyüttes tagja volt. A marosvásárhelyi Szentgyörgyi István Színművészeti Intézet elvégzése után 1967-ben került a kolozsvári színházhoz.
1988-ban férjével, Héjja Sándorral áttelepült Magyarországra, és a Pécsi Nemzeti Színházhoz szerződött. 2000-től a Kolozsvári Állami Magyar Színház örökös tagja. Rendkívül sokoldalú színésznő.

## Főbb szerepei

### Színpadi szerepei
A Színházi adattárban regisztrált bemutatóinak száma 46; ugyanitt három színházi felvételen is látható.
- Heléna (Euripidész-Sartre: A trójai nők)
- Maggie (Arthur Miller: Bűnbeesés után)
- Stuart Mária (Kocsis István: A korona aranyból van)
- Bese Anna (Kós Károly: Budai Nagy Antal)
- Lisbeth (Sütő András: Egy lócsiszár virágvasárnapja)
- Arabella (Sütő András: Káin és Ábel)
- Roxané (Sütő András: A szúzai menyegző)
- Veronika (Móricz Zsigmond: Nem élhetek muzsikaszó nélkül)
- Gertrud (Shakespeare: Hamlet)
- Amfissza (Csehov: Három nővér)
- Kati néni (Móricz Zsigmond: Rokonok)

### Filmszerepei
- Ítélet, Teréz, 1970
- Mihai Viteazul (Vitéz Mihály), Maria Cristina de Graz, 1971
- Ipu halála, Clara, 1972
- Conspiratia, Iuliana Varga, 1972
- Departe de Tipperary, Iulia Varga, 1973
- Csapda, Iuliana Varga, 1974
- Holnap lesz fácán, 1974
- A különös ügynök, 1974
- Al treilea salt mortal, Isabelle, 1980
- Kisváros (tévésorozat), 1998

– A rajongó (1998)
– Infarktus a postán (1998)
- Sobri, ponyvafilm, Kasznárné, 2002
- Kivilágos kivirradtig (tévéfilm), Péchy felesége, 2005